# Paine (kommun)
Paine är en kommun i Chile.   Den ligger i provinsen Provincia de Maipo och regionen Región Metropolitana de Santiago, i den mellersta delen av landet, 50 km söder om huvudstaden Santiago de Chile.
I omgivningarna runt Paine växer i huvudsak städsegrön lövskog. Runt Paine är det ganska glesbefolkat, med 42 invånare per kvadratkilometer.